# صموئيل برونفمان
صموئيل برونفمان هو شخصية أعمال كندي، ولد في 27 فبراير 1889 في أوتاسي في مولدوفا، وتوفي في 10 يوليو 1971 في مونتريال في كندا.